# Counterjihadrörelsen

Symboler mot moskébyggande används ofta av anhängare inom rörelsen.

Counterjihad är en global antimuslimsk rörelse som vänder sig mot vad de uppfattar som en islamisering av Europa och den övriga västvärlden. Rörelsen har rötter tillbaka till 1980-talet men fick större anslutning först efter 11 septemberattackerna 2001.
Det som samlar rörelsen är främst åsikter om att islam är mer en totalitär politisk ideologi än en religion och att det pågår en långtgående konspiration i syfte att förslava västvärlden. Vidare finns uppfattningen att det sker en successiv ockupation av främst Europa, dels genom invandring, dels genom barnafödande. Muslimerna utgör en så kallad "demografisk bomb" som successivt islamiserar länder genom att bli allt fler och målet är att skapa ett europeiskt arabien - Eurabia. 

## Anhängare och aktiviteter
Traditionellt består counterjihadrörelsen av bloggare, och när rörelsen samlas för möten deltar även representanter från olika organisationer och politiska partier. Den mest uppmärksammade organisationen är den brittiska English Defence League.
Den första världsomspännande årliga counterjihadkonferensen ägde rum i Stockholm i början av augusti 2012, liksom även ett demonstrationståg och en antimuslimsk manifestation med tal av bland andra Pamela Geller, ordförande  för Stop Islamization of  Nations (SION), och Tommy Robinson,  ledare för English Defence League (EDL).